# Unsound (album)
Unsound is het eerste compilatiealbum uit de Unsound-serie van Epitaph Records, wat de opvolger van de Punk-O-Rama-serie had moeten worden. Het album werd echter slecht ontvangen en leidde ertoe dat er geen andere albums meer uitgebracht zouden worden. Epitaph koos voor een naamsverandering omdat met name de latere albums uit de serie weinig meer met punkmuziek te maken hadden. het album bestaat net als de laatste twee albums uit de voorgaande serie uit een cd en een dvd. In Europa werd het op 5 juni 2006 uitgegeven en in de Verenigde Staten een dag later.

## Nummers
Cd
1. "The Latest Plague" (From First to Last) - 3:18
2. "Situations" (Escape the Fate) - 3:06
3. "Little Maggots" (The Matches) - 2:43
4. "Forever Young [Radio Edit]" (Youth Group) - 3:24
5. "Attractive Today" (Motion City Soundtrack) - 1:41
6. "Surrender" (Matchbook Romance) - 4:47
7. "I Am the Wind, You Are The Feather" (Vanna) - 3:45
8. "Last Light" (Converge) - 3:34
9. "Hot Piss" (Some Girls) - 1:03
10. "Pretty People Never Lie, Vampires Never Die" (I Am Ghost) - 4:32
11. "Benzie Box" (DANGERDOOM) - 3:00
12. "Los Angeles is Burning" (Bad Religion) - 3:21
13. "The Gold Song" (The Bouncing Souls) - 3:16
14. "Knocked Down" (Pennywise) - 2:43
15. "New Eyes Open" (The Draft) - 3:32
16. "The Buzz Kill (Reanimator Remix)" (Sage Francis) - 4:45
17. "The Latest Plague (Atticus Remix)" (From First to Last) - 3:42

Dvd
1. "The Latest Plague" - From First to Last
2. "Monsters" - Matchbook Romance
3. "Hold Me Down" - Motion City Soundtrack
4. "Chain Me Free" - The Matches
5. "Bone Metal" - Some Girls
6. "Shadowland" - Youth Group
7. "Escape Artist" - Sage Francis
8. "A.T.H.F." - Danger Doom
9. "Los Angeles is Burning" - Bad Religion
10. "You Don't Have to Shout" - The Robocop Kraus